# ليونغ تشان بونغ
ليونغ تشان بونغ (بالصينية: 梁振邦) (1 أكتوبر 1986 بهونغ كونغ في الصين - ) هو لاعب كرة قدم صيني في مركز الوسط. شارك مع منتخب هونغ كونغ تحت 20 سنة لكرة القدم ومنتخب هونغ كونغ تحت 23 سنة لكرة القدم ومنتخب هونغ كونغ لكرة القدم. أما مع النوادي، فقد لعب مع نادي جنوب الصين ونادي سيتيزن وHappy Valley AA ‏ وShaanxi Wuzhou F.C. ‏.

## وصلات خارجية
- ليونغ تشان بونغ على موقع قاعدة بيانات كرة القدم.إي يو (الإنجليزية)
- ليونغ تشان بونغ على موقع ناشيونال فوتبول تيمز (الإنجليزية)
- ليونغ تشان بونغ على موقع Soccerway.com (الإنجليزية)